# Islamisches Erwachen
Das sogenannte Islamische Erwachen (arabisch الصحوة الإسلامية, DMG aṣ-ṣaḥwa al-islāmīya), auch Wiedergeburt bzw. Re-Islamisierung, bezeichnet das erneute Aufkeimen des Islam in der gesamten islamischen Welt, das in den 1970er Jahren begann und sich in einer größeren Religiosität sowie einem wachsenden Einfluss der islamischen Kultur äußert.
Einer der ersten, die den Begriff benutzten, war der ägyptische Finanzwissenschaftler Ahmad an-Naggār, der als einer der Gründerväter des Islamischen Bankwesens gilt. Er veröffentlichte 1977 ein Buch mit dem Titel Der Weg des islamischen Erwachens. Banken ohne Zinsen (Manhaǧ aṣ-ṣahwa al-Islāmīya. Bunūk bilā fawāʾid). Darin beschreibt er die Frühgeschichte des islamischen Bankwesens. Dieses habe sich entwickelt, als zu Beginn des „islamischen Erwachens“ in Ägypten die muslimischen Prediger auf die Gefahr des auf dem Zinsverbot gegründeten Bankwesens „für die Religion und Glaubensüberzeugungen der Umma sowie für die seelische Entwicklung der Menschen der verschiedenen islamischen Völker“ aufmerksam wurden.
Das „Islamische Erwachen“ ist eine Abkehr von der Verwestlichung oder Modernisierung, die in vielen arabischen und asiatischen Regierungen im 20. Jahrhundert üblich war. Sie ist oft verbunden mit der Bewegung des politischen Islams, dem Islamismus, und anderen Formen der Islamisierung. Während das islamische Erwachen auch durch religiösen Extremismus und Attacken auf Zivilisten sowie militärische Ziele durch Extremisten begleitet war, vertritt nur ein kleiner Teil der Bewegung diesen Extremismus.
Ein herausragendes Beispiel ist die Zunahme der Teilnahme am Haddsch, der jährlichen Pilgerfahrt nach Mekka, welche von 90.000 Pilgern im Jahre 1926 auf zwei Millionen im Jahre 1979 wuchs.
Aus einer westlichen Perspektive waren die beiden wichtigsten Ereignisse, die das Wiederaufleben anregten, das arabische Ölembargo und die nachfolgende Vervierfachung des Ölpreises Mitte der 1970er Jahre sowie die iranische Revolution 1979, welche eine islamische Republik im Iran unter Ajatollah Chomeini schuf. Ersteres war der Grund für einen Zufluss von mehreren Milliarden Dollar aus Saudi-Arabien, um islamische Bücher, Gelehrsamkeit und Moscheen in der gesamten Welt zu finanzieren; das zweite Ereignis untergrub die Annahme, dass Verwestlichung die muslimischen Länder stärke und unumkehrbar sei.
Der Trend wurde durch Geschichtswissenschaftler wie John L. Esposito und Ira Lapidus besonders erwähnt. Eine verbundene Entwicklung ist die des transnationalen Islams, welcher durch die französischen Islamforscher Gilles Kepel und Olivier Roy beschrieben wird. Er umfasst die Wahrnehmung einer wachsenden „universalistischen islamischen Identität“, die oft von muslimischen Einwanderern und ihren Kindern, die in nichtmuslimischen Staaten leben, geteilt wird.

„Die zunehmende Integration der Weltgesellschaften als Ergebnis der verbesserten Kommunikation, Medien, Mobilität und Migration macht das Konzept eines einzigen Islam, der überall in gleicher Weise ausgeübt wird, und eines Islam, der nationale und ethnische Bräuche überwindet, bedeutsam.“

Allerdings fördert diese Entwicklung nicht zwangsläufig transnationale politische oder soziale Organisationen:

„Weltweite muslimische Identität setzt nicht notwendigerweise oder gar gewöhnlicherweise organisierte Gruppenaktivität voraus. Obwohl Muslime ein weltweites Zugehörigkeitsgefühl verspüren, schlägt das wahre Herz des muslimischen religiösen Lebens außerhalb der Politik – in örtlichen Vereinigungen für Gottesdienst, Diskussion, Nachbarschaftshilfe, Bildung, Wohltätigkeit und andere gemeinschaftliche Tätigkeiten.“

## Entwicklung

### Frühere Bewegungen
Die moderne Bewegung der islamischen Wiedergeburt wurde verglichen mit Beispielen aus der Vergangenheit:

„Der Aufruf zum Fundamentalismus, zentriert auf die Scharia: Dieser Aufruf ist so alt wie der Islam selbst und immer noch neu, da er nie erfüllt wurde. Es ist eine Tendenz, die den Reformer, den Zensor und den Sittenrichter immer gegen den Wandel der Zeiten und Souveräne, gegen ausländische Einflüsse, politischen Opportunismus, moralische Nachlässigkeit und das Vergessen heiliger Texte stellt.“

Einige der einflussreicheren Anhänger der Erweckungsbewegung waren die Dynastien der Almorawiden und der Almohaden im Maghreb sowie Spanien (1042–1269), der indische Naqschbandi Ahmad Sirhindi (1564–1624), die indische Ahl-i-Hadīth-Bewegung des 19. Jahrhunderts, der Prediger Ibn Taimiya (1263–1328), Schah Waliullah (1702–1762) und Muhammad ibn Abd al-Wahhab (gest. 1792).
Ungeachtet der Frage, ob sie Teil eines historischen Zyklus sei, wurde die zunehmende Frömmigkeit der muslimischen Gemeinschaft von Wissenschaftlern wie Michael Cook bemerkt:

„Was an der islamischen Welt auffällt, ist, dass von all den wichtigen Kultursphären sie diejenige zu sein scheint, welche am wenigsten von der Irreligion durchdrungen wurde; und in den letzten Jahrzehnten sind es die Fundamentalisten, die immer den neuesten Stand der Kultur vertreten haben.“

### Geschichte und Ursprünge
Eine Erneuerungsbewegung im Islam begann nicht erst mit der Einwanderung von Muslimen in die Länder der westlichen Welt in der zweiten Hälfte des 20. Jahrhunderts, sondern schon viel früher mit der intensiven Berührung der islamischen mit der europäischen Welt, die mit der Ägyptischen Expedition Napoleons 1798–1801 begann. Die große geistige Bewegung zur Versöhnung von Islam und Moderne war bzw. ist die sogenannte Nahda-Bewegung, die einerseits den Modernediskurs in der arabisch-islamischen Philosophie beeinflusste und andererseits auch am Ursprung des Salafismus steht.
Das späte 19. und frühe 20. Jahrhundert war für die islamische Welt von zahlreichen Erschütterungen gekennzeichnet: Dazu zählen der Niedergang der osmanischen Herrschaft, der in der Gründung der säkularen Türkei unter Atatürk und der Abschaffung des Kalifats 1924 gipfelte, sowie die britische und französische Kolonialherrschaft über weite Teile der islamischen Welt, die zu einem verbreiteten Gefühl der Unterlegenheit gegenüber den Europäern und zur Infragestellung traditioneller Strukturen führte. Der Sozialismus und der arabische Nationalismus konkurrierten vor allem in der Zwischenkriegszeit als Ideologien mit dem wachsenden politischen Islam.
Der Mann, der als Vorreiter der Re-Islamisierung betrachtet wird, war Dschamal ad-Din al-Afghani, einer der einflussreichsten muslimischen Reformer des 19. Jahrhunderts, der die muslimische Welt bereiste. Sein zeitweiser Gefolgsmann Muhammad Abduh war die einflussreichste Figur der frühen Salafistenbewegung gewesen. Der Salafismus, eine Bewegung, die zu den Ursprüngen des Islam wie Koran und Sunna zurückkehren und so die verkrusteten Strukturen der islamischen Welt verändern wollte, spaltete sich in die Anhänger Muhammad Abduhs, die eine Vereinbarkeit von Islam und Moderne anstrebten, und in einen fundamentalistischen Flügel, der die westliche Moderne ablehnte. Im Jahre 1928 etablierte Hassan al-Banna die Muslimbruderschaft als die erste islamistische Massenorganisation, die weiterhin als die größte und einflussreichste islamische Gruppe der Welt betrachtet wird. Zu den einflussreichen Wiedergeburtsaktivisten und -denkern zählen darüber hinaus Raschīd Ridā und ʿAlī ʿAbd ar-Rāziq, vor allem letzterer verband in seinen Vorstellungen eine religiöse Gesellschaft und ein laizistisches Regierungs- und Rechtssystem.
In Südasien etablierten Muhammad Iqbal, Muhammad Ali Jinnah und andere muslimische Führer die Muslimliga, die zur Gründung der ersten islamischen Republik in Pakistan führte. Abul Ala Maududi war der spätere Führer dieser Bewegung, der die Jamaat-e-Islami in Südasien gründete. Heute ist sie eine der größten islamischen Parteien auf dem indischen Subkontinent und umspannt die vier Länder Pakistan, Indien, Bangladesch und Sri Lanka, obwohl die verschiedenen nationalen Parteien keine organisatorische Verbindung haben.
Zwei Ereignisse waren besonders wichtig für die aktuelle Wiedergeburt:
- Die Energiekrise der 1970er Jahre, welche zur Gründung der Organisation erdölexportierender Länder (OPEC) führte. Viele Muslime glauben, etwa wie der Saudische Prinz Saud ibn Faisal, dass die mehreren Billionen US-Dollar an Wohlstand, die durch die hohen Ölvorräte beschafft wurden, ein Geschenk Gottes an die islamischen Gläubigen sind.[14][15]

- Die Rückkehr von Ruhollah Chomeini in den Iran 1979 und seine Errichtung eines fundamentalistisch-islamischen Staates.[16]

### Schiiten
Die Re-Islamisierung begann unter den Schiiten später. Im Iran führte Ruhollah Chomeini eine Revolution, die auf seiner persönlichen Interpretation des Velayat-e Faqih basiert, was zu einer Herrschaft von islamischen Gelehrten aufruft. In einem spirituelleren Bereich ließ Muhammad Husayn Tabatabaei als Theologe Kalam, die islamische Philosophie und Tafsir wiederaufleben. Chomeini und Tabatabaei lehrten unter vielen Schülern, die hohe Positionen in der Hawza von Qom erreichten. Auch einige ihrer Schüler wie Morteza Motahhari und Mohammed Beheschti wurden zu Ideologen der islamischen Revolution. Weiterhin politisierten einige Aktivisten, speziell Ali Schariati, die Religion und nutzten die Ideologie zur Revolte.
Im Irak kritisierte Muhammad Baqir as-Sadr den Marxismus und präsentierte frühe Ideen einer islamischen Alternative zum Sozialismus und Kapitalismus. Sein wichtigstes Werk war Iqtisaduna (Unsere Wirtschaft), welches als wichtige Schrift des islamischen Wirtschaftens betrachtet wird. Diese Arbeit war eine Kritik sowohl am Sozialismus, als auch am Kapitalismus. Er arbeitete zudem mit Seyyed Muhammad Baqir al-Hakim bei der Bildung einer islamistischen Bewegung im Irak zusammen, was die Errichtung der Islamischen Dawa-Partei und des Obersten Islamischen Rates im Irak zum Ergebnis hatte. Als einer der Gründer des modernen islamistischen Denkens erhielt er zunächst für die Entwicklung der Idee, später für die Umsetzung der Operation im Iran Anerkennung, sowie für die Abhaltung von westlichen demokratischen Wahlen, allerdings mit einer Körperschaft muslimischer Gelehrter, um den Einklang aller Gesetze mit der islamischen Lehre sicherzustellen. Er war ein naher Verbündeter von Ajatollah Chomeini, behielt allerdings eine gemäßigtere Sichtweise als dieser bei und unterstützte das Konzept des Velayat-e faqih nicht bedingungslos.
Im Libanon etablierte Musa as-Sadr den Obersten Islamischen Schiitenrat und die Amal-Bewegung. Später traten ehemalige Mitglieder der Amal-Miliz und anderer Parteien jeweils bei und errichteten die islamische Miliz, Partei und Sozialleistungsagentur Hisbollah, welche die größte und einflussreichste Partei unter den Schiiten des Libanon ist.

## Politische Aspekte
Politisch durchläuft das islamische Wiederaufleben die ganze Bandbreite islamistischer Regierungen im Iran, im Sudan unter Umar al-Baschir und im Afghanistan der Taliban vor der Invasion. Andere Regime, wie die konservativen und wirtschaftsliberalen Monarchien in der Golfregion und die säkulareren, militaristischen und autoritären Regime des Irak, Ägyptens, Libyens und Pakistans, machten der wachsenden Popularität des Islams Zugeständnisse, obwohl sie selbst kein Produkt des „Wiederauflebens“ sind.
Die Entwicklung seit den demokratischen Revolutionen des Jahres 2011 zeigt, dass in freien Wahlen – auch als Ergebnis der jahrelangen, von der Herrschenden geduldeten und geförderten Islamisierung der breiten Bevölkerung – (gemäßigte) islamistische Bewegungen die meisten Anhänger hinter sich vereinen können, so etwa in Tunesien, Ägypten und Libyen. Auch in der säkularen Türkei ist der politische und gesellschaftliche Einfluss des Islams deutlich gewachsen, die islamisch-konservative Gerechtigkeits- und Entwicklungspartei unter Recep Tayyip Erdoğan regiert seit 2002 mit großer Mehrheit.

## Zielgruppe
Das islamische Wiederaufleben hat einen großen Anteil der Mittelklasse/Intelligenzija, Universitätsstudenten, Fachleute, Behördenbedienstete, Händler und Bankiers als Zielpublikum. So ist Aiman az-Zawahiri, Hauptfigur innerhalb al-Qaidas, ein ägyptischer Arzt, der den Ägyptischen Islamischen Dschihad gründete. Diese Gruppe war 1981 in die Ermordung des ägyptischen Präsidenten und Friedensnobelpreisträgers Anwar as-Sadat verwickelt.
Ländliche und traditionelle Personen, welche in die Städte umzogen, sind ebenfalls vom Islamischen Wiederaufleben angezogen; es wurden signifikant Netzwerke etabliert, welche die religiösen, medizinischen und bildungserzieherischen Bedürfnisse der städtischen Armen ansprechen.

## Weltweite Beispiele

### Syrien
In Syrien, wo seit 1963 die arabisch-nationalistische, aber ursprünglich säkulare Baath-Partei regiert, vollzog sich ebenfalls ein Wandel. In die panarabische und pansyrische Ideologie des Staates wurden seit dem Sechstagekrieg auch panislamische Elemente mit aufgenommen.

„Zum ersten Mal feierte das Regime den Geburtstag des Propheten mit größerer Fanfare als den Gründungstag der regierenden Partei. Plakatwände, welche einst ‚Fortschrittlichkeit und Sozialismus‘ verkündeten, wurden durch neue Ermahnungen ersetzt: ‚Bete für den Propheten und Vergiss nicht, Gott zu erwähnen.‘ Präsident Baschar Assad hatte kürzlich Syriens erste Islamische Universität ebenso wie drei Islamische Banken gebilligt. Und Mohammed Habasch, der Führer des Zentrums Islamischer Studien, wurde eingeladen, an der Syrischen Militärakademie über den Islam zu sprechen - wo das Beten 25 Jahre vorher verboten war. ... In den 1980er Jahren trug nur eine deutliche Minderheit der Frauen in Damaskus den Hedschab oder bescheidene islamische Kleidung. 2006 hatte es eine deutliche Mehrheit in Syriens modernster Stadt aufgesetzt.“